# گروه فولکس‌واگن
گروه فُلکس‌واگِن آگِ (به آلمانی: Volkswagen AG) شرکت خودروسازی و صنایع سنگین چندملیتی آلمانی است، که در زمینه طراحی، توسعهٔ فناوری، تولید و فروش انواع خودروها، وسایل‌نقلیه تجاری، موتورسیکلت‌ها، موتورهای درون‌سوز و توربوماشین‌ها فعالیت می‌کند.
فولکس‌واگن از سال ۲۰۱۱ تاکنون در جایگاه بزرگ‌ترین شرکت خودروسازی اروپا قرار دارد و پس از تویوتا، به‌عنوان دومین خودروساز بزرگ جهان به‌شمار می‌آید.
گروه فولکس‌واگن مالک برندهای؛ آئودی، پورشه، بنتلی، لامبورگینی، فولکس‌واگن، سیات، اشکودا، ایتال‌دیزاین و دوکاتی است. همچنین این گروه به‌واسطه شرکت تابعه خود یعنی تراتون، مالک اسکانیا، مان، نویستار اینترنشنال و فولکس‌واگن تراکس اند باسس است. این گروه تا سال ۲۰۲۱ مالک بوگاتی اتومبیلز نیز بود، که در ماه نوامبر این سال آن را با ریماک کرواسی ادغام نمود، تا بوگاتی ریماک را تشکیل دهد. این شرکت همچنین دارای ۹۴ کارخانه تولید خودرو در ۲۴ کشور و ۳۴۰ شرکت تابعه و زیرمجموعه می‌باشد. بخشی از سهام گروه فولکس واگن در بازارهای بورس فرانکفورت، بورس نیویورک، بورس لندن و بورس سیکس سوئیس معامله می‌شود. دفتر مرکزی این شرکت در شهر وولفسبورگ، ایالت نیدرزاکسن آلمان قرار دارد.

## تاریخچه

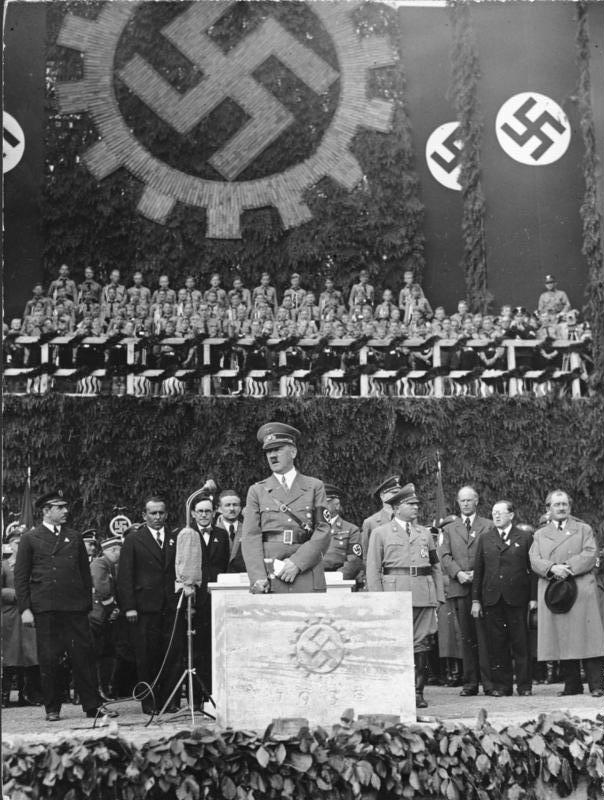
سخنرانی آدولف هیتلر در مراسم افتتاح کارخانه فولکس‌واگن، ۲۶ مه ۱۹۳۸، وولفسبورگ

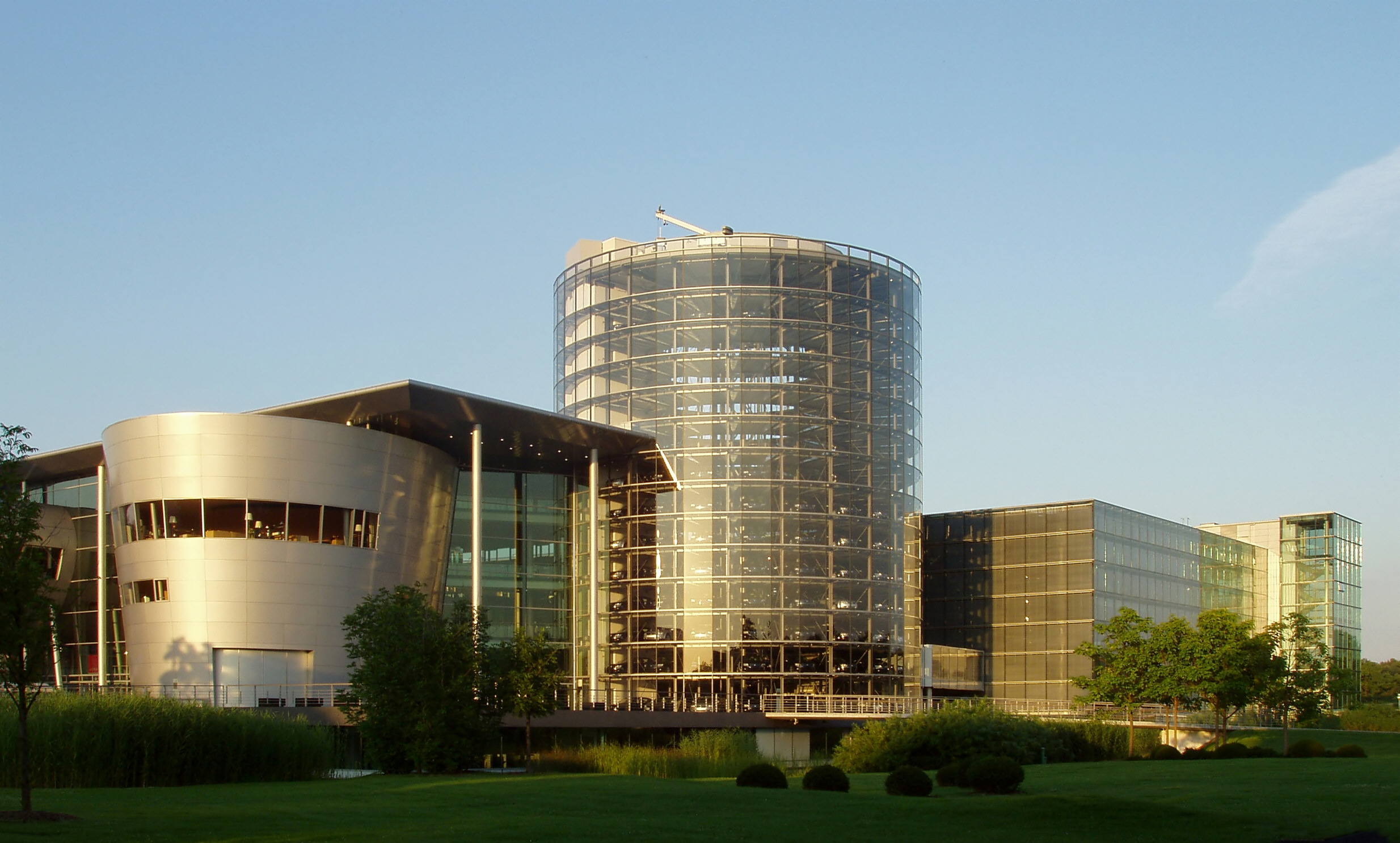
کارخانه گلاسرنه، متعلق به فولکس‌واگن، در درسدن، آلمان

### ۱۹۳۷ تا ۱۹۷۰
در آغاز دهه ۱۹۳۰ بازار خودروی آلمان شامل خودروهای گوناگون گران‌قیمت می‌شد، اما توانایی خرید بیشتر مردم این کشور، تنها در حد یک موتورسیکلت بود. پروژه‌های بسیاری توسط کارخانه‌های مختلف مانند مرسدس، آدلر، استیر، هانوماگ و غیره آغاز شد، تا خودرویی ارزان و عمومی تولید شود. حتی در چکسلواکی نیز، خودروی تاترا ۷۷، به‌طور پیوسته تغییراتی در جهت کوچک و ارزان‌تر شدن داشت، تا بتواند به بازار خودروی آلمان وارد شود.
آدولف هیتلر، رهبر نازی‌های آلمان نیز، به فکر ساختن یک خودروی ارزان بود، که همگان بتوانند آن را خریداری کنند. اگرچه او هرگز نتوانست رانندگی را تجربه نماید؛ اما علاقه بسیاری به خودرو داشت!
فردیناند پورشه نیز یکی دیگر از علاقه‌مندان به این طرح بود، که با صرف انرژی بسیار و تجربیات گسترده خود، نخستین خودرو کوچکش را در سال ۱۹۲۲ ساخت و برای تولید انبوه این خودرو در سطح گسترده، تلاش بسیاری کرد. آرزوی او برای ساخت خودرو همگانی، سرانجام در سال ۱۹۳۰ با ایجاد کارخانه‌ای برآورده شد؛ اما او تصمیم داشت خودروهایی بزرگ‌تر با کارایی بالاتر و قیمت پایین‌تر تولید کند.
در سال پسین او فعالیتش را با کار بر روی پروژه جدیدی آغاز و یک موتور ۵ سیلندر طراحی کرد. با حمایت‌های هیتلر، شرکت پورشه توانست، این خودروها را در حدود نیم قیمت دیگر خودروهای موجود در آلمان، ارائه نماید. سه مدل نخست این خودرو، در پارکینگ خانه فردیناند تولید شد، سپس طرح‌های آن در اختیار شرکت خودروسازی اوپل قرار گرفت و خودروهایی با قیمت‌های ارزان تولید شد.
این مدل نواقصی داشت، که برای اصلاح آن، سرمایه‌گذاری بزرگی از سوی جبهه کارگری آلمانی انجام گرفت و از این سرمایه، سه ماه بعد، شرکت فولکس‌واگن، به معنی: گروه تولیدکننده خودروهای مردم آلمان تأسیس شد. در آغاز کار، حدود ۳۰ مدل خودروی گوناگون ساخته شد، که همه این مدل‌ها توسط ارتش آلمان تست شدند.
پورشه نیز به‌منظور بالابردن کیفیت این تولیدات، به مطالعه برروی خودروهای آمریکایی پرداخت. هیتلر در سال ۱۹۳۸ شعبه جدیدی برای این شرکت تأسیس کرد و این بخش جدید، به‌سرعت تولید خودروهای ارزان‌قیمت را برای افرادی که قدرت خرید پایین‌تری داشتند، آغاز نمود. نخستین مدل تولیدشده پیش‌از جنگ این شرکت، کی‌دی‌اف-واگن محصول سال ۱۹۳۹ بود، که همگان این خودرو را با نام «فولکس‌واگن بیتل» می‌شناختند.
در طول جنگ جهانی دوم، این شرکت بر اثر بمباران هوایی، به‌شدت آسیب دید و با پایان‌گرفتن جنگ و خودکشی هیتلر در سال ۱۹۴۵ آلمان، به چند بخش تقسیم شد و کارخانه کی‌دی‌اف، در بخشی که تحت کنترل بریتانیا بود، قرار گرفت و در نهایت مجموعه کارخانجات فولکس واگن، به‌عنوان غرامت جنگی، به ارتش بریتانیا واگذار گردید. پس‌از آن خودروهای بیتل به کشورهای دیگر صادر شدند، اما فروش خوبی نداشتند.
این شرکت در سال ۱۹۴۵ توانست ۱٫۷۸۵ دستگاه خودرو به بازار عرضه کند، که همه آن‌ها به عنوان سرویس مورد استفاده قرار گرفتند. در سال بعد، این رقم به ۱۰ هزار دستگاه افزایش یافت.
این شرکت در آغاز سال ۱۹۴۸ به آلمان پس‌داده‌شد و «هاینریش نورداف» ریاست آن را برعهده گرفت. نورداف تصمیم گرفت، شرکت را توسعه دهد و در این راستا، دو کارخانه برای تولید نمونه‌هایی با سقف متحرک (کروکی) فولکس قورباغه‌ای درنظر گرفته شد. کارخانه کارمان برای ساخت نمونه چهارنفره و هبمولر برای نمونه‌های دونفره انتخاب شدند.
هاینریش در گذشته برای شرکت‌های اوپل و ب‌ام‌و، کار کرده بود و اطلاعات خوبی در زمینه خودروهای آمریکایی و روش تولید انبوه آن‌ها داشت. او با دانش صادرات خودرو کاملاً آشنا بود و در همان سال شمار بسیاری از تولیدات این شرکت را به بیرون از آلمان صادر کرد. این خودروها عبارت بودند از: فولکس‌واگن تیپ ۲ تولید ۱۹۵۵، فولکس‌واگن تیپ ۳ در ۱۹۶۱، فولکس‌واگن تیپ ۴ در ۱۹۶۸ و فولکس‌واگن ۱۸۱ تولید سال ۱۹۶۹.

### ۱۹۷۰ تا ۲۰۰۰
پورشه که تا آن زمان به‌عنوان مهندس مشاور شرکت فولکس‌واگن فعالیت داشت، در کارخانه بزرگ خود، خودروهای اسپرت تولید می‌کرد. نورداف در آوریل سال ۱۹۶۹ پس از بازنشستگی، در گذشت و با تغییر مدیریت، این شرکت دچار مشکلات شدید شد، که با گذشت زمان موفق به حل آن‌ها شدند.
تا سال ۱۹۷۲ این شرکت توانسته بود، حدود ۱۵ میلیون دستگاه خودرو تولید کند، که موفقیت بزرگی محسوب می‌شد. البته در ماه مه سال ۱۹۸۱ تولید ۲۰ میلیون بیتل توسط فولکس واگن در کشور مکزیک جشن گرفته شد.
نسل پسین خودروهای فولکس واگن، خودروهای دیفرانسیل جلوی پاسات بود، که از مدل آئودی ۸۰ الهام گرفته‌شده بود. در سال ۱۹۷۴ نیز گلف به بازار عرضه شد، که به سرعت جای خود را در بازارهای گوناگون خودرو پیدا کرد.
در ماه ژوئن سال ۱۹۷۹ با تولید یک گلف، شرکت ساخت ۳۵ میلیون خودرو خود را جشن گرفت. سپس گروه امتیاز ساخت مدل‌های پاسات و پولو را به شرکت سیات اسپانیا واگذار نمود. همچنین در سال ۱۹۸۲ قراردادی با دولت چین امضا کرد، که مدلی از پاسات به نام سانتانا را، در کشور چین تولید نماید. اگرچه تولید خودروهای اسپرت برای این شرکت سوددهی نداشت، اما این شرکت برای رقابت با دیگر کارخانجات مجبور شد، به تولید این گونه خودروها نیز بپردازد.
در دهه ۱۹۸۰ گروه فولکس واگن، به تقویت بازار خود، در ایالات متحده آمریکا پرداخت و توانست نیمی از محصولات خود را، به این کشور صادر نماید. این شرکت در سال ۱۹۸۲ شمار ۳۳۰ دستگاه خودرو تولید کرد. از سال ۱۹۸۵ موتورهای ۱۶ سوپاپ در خودرو جی‌تی‌آی نیز مشاهده و همچنین در سال ۱۹۸۸ خودروهای دو دیفرانسیل نیز تولید شد.
در سال ۱۹۹۸ به‌طور همزمان، سه شرکت مطرح خودروسازی لامبورگینی، بنتلی و بوگاتی توسط فولکس واگن خریداری و به کلکسیون برندهای لوکس فولکس‌واگن، اضافه شدند.

### ۲۰۰۰ تا اکنون
از سال ۲۰۰۲ به بعد، با مدیریت جدید شرکت، نسل ششم فولکس‌واگن گلف و مدل‌های گوناگونی از فولکس‌واگن جتا و فولکس‌واگن پاسات تولید شد. در سال ۲۰۰۶ مدیریت شرکت به مارتین وینترکورن، مدیر پیشین شرکت آئودی رسید، که سهم بسیاری در پیشرفت این شرکت داشت. شرکت فولکس‌واگن اکنون از کارخانجات بزرگ خودروسازی جهان بوده و به‌طور پیوسته خودروهای جدیدی در کلاس‌های گوناگون، به بازار خودروسازی جهان، عرضه می‌کند.
محصولات تولیدی شرکت خودروسازی اشکودا در جمهوری چک که از زیرمجموعه‌های شرکت فولکس واگن آلمان است نیز، هر ساله به‌روز شده و روند افزایشی خود را می‌پیماید. مجموعه شرکت‌های تابعه و زیرمجموعه گروه فولکس واگن، با بیش از ۵۴۰ هزار کارمند در سراسر جهان، در سال ۲۰۱۲ میلادی درآمدی بالغ بر ۱۹۲ میلیارد یورو را از آن خود کرده است.
در سپتامبر ۲۰۱۵ گروه فولکس‌واگن به جرم تقلب در آزمون تشخیص‌دهنده آلاینده‌های خودروهای فولکس‌واگن در بیش از ۱۱ میلیون عدد خودرو که در طول سال‌های ۲۰۰۹ تا ۲۰۱۵ فروخته شده بودند به‌دام افتاد. این جعل اسناد باعث شد که همه خودروهای این شرکت استانداردها و آزمون‌های سازمان حفاظت محیط‌زیست ایالات متحده آمریکا را درحالی سپری کند که ۴۰ بار بیشتر از محدودیت‌های قانونی نیتروژن اکسید وارد محیط زیست می‌کردند. این شرکت به‌خاطر این رسوایی عذرخواهی کرد و استعفای مدیر ارشد اجرایی این شرکت مارتین وینترکورن را در تاریخ ۲۳ سپتامبر ۲۰۱۵ درپی داشت. سازمان حفاظت محیط‌زیست ایالات متحده آمریکا اعلام کرد که اگر این اتهامات ثابت شوند، گروه فولکس واگن برای هر وسیله نقلیه با جریمه‌ای حدود ۳۷,۵۰۰ دلار آمریکا (حدود ۱۸ میلیارد دلار آمریکا در مجموع) روبرو خواهد شد.

## نام‌های تجاری
گروه فولکس‌واگن، خودروهای تولیدشده خود را، تحت ۱۲ برند، در سرتاسر جهان، عرضه می‌نماید:
|  |  |      |      |      |      |      |      |  |  | نیدرزاکسن ۱۲٫۴٪ | نیدرزاکسن ۱۲٫۴٪ | نیدرزاکسن ۱۲٫۴٪ | نیدرزاکسن ۱۲٫۴٪ | نیدرزاکسن ۱۲٫۴٪      | نیدرزاکسن ۱۲٫۴٪      |                      |                      | کپیتال گروپ ۴٫۰۹۷٪   | کپیتال گروپ ۴٫۰۹۷٪   | کپیتال گروپ ۴٫۰۹۷٪ | کپیتال گروپ ۴٫۰۹۷٪ | کپیتال گروپ ۴٫۰۹۷٪ | کپیتال گروپ ۴٫۰۹۷٪ |            |            | پورشه اس‌ای ۳۱٫۵٪ | پورشه اس‌ای ۳۱٫۵٪ | پورشه اس‌ای ۳۱٫۵٪ | پورشه اس‌ای ۳۱٫۵٪ | پورشه اس‌ای ۳۱٫۵٪ | پورشه اس‌ای ۳۱٫۵٪ |        |        | سازمان سرمایه‌گذاری قطر ۱۵٫۴٪ | سازمان سرمایه‌گذاری قطر ۱۵٫۴٪ | سازمان سرمایه‌گذاری قطر ۱۵٫۴٪ | سازمان سرمایه‌گذاری قطر ۱۵٫۴٪ | سازمان سرمایه‌گذاری قطر ۱۵٫۴٪ | سازمان سرمایه‌گذاری قطر ۱۵٫۴٪ |                             |                             | سهام شناور ۱۲٫۳۰٪           | سهام شناور ۱۲٫۳۰٪           | سهام شناور ۱۲٫۳۰٪    | سهام شناور ۱۲٫۳۰٪    | سهام شناور ۱۲٫۳۰٪    | سهام شناور ۱۲٫۳۰٪    |  |  |         |         |         |         |         |         |  |  |     |     |     |     |     |     |  |  |  |  |  |  |  |  |  |  |  |  |  |  |  |  |  |  |  |  |
|  |  |      |      |      |      |      |      |  |  | نیدرزاکسن ۱۲٫۴٪ | نیدرزاکسن ۱۲٫۴٪ | نیدرزاکسن ۱۲٫۴٪ | نیدرزاکسن ۱۲٫۴٪ | نیدرزاکسن ۱۲٫۴٪      | نیدرزاکسن ۱۲٫۴٪      |                      |                      | کپیتال گروپ ۴٫۰۹۷٪   | کپیتال گروپ ۴٫۰۹۷٪   | کپیتال گروپ ۴٫۰۹۷٪ | کپیتال گروپ ۴٫۰۹۷٪ | کپیتال گروپ ۴٫۰۹۷٪ | کپیتال گروپ ۴٫۰۹۷٪ |            |            | پورشه اس‌ای ۳۱٫۵٪ | پورشه اس‌ای ۳۱٫۵٪ | پورشه اس‌ای ۳۱٫۵٪ | پورشه اس‌ای ۳۱٫۵٪ | پورشه اس‌ای ۳۱٫۵٪ | پورشه اس‌ای ۳۱٫۵٪ |        |        | سازمان سرمایه‌گذاری قطر ۱۵٫۴٪ | سازمان سرمایه‌گذاری قطر ۱۵٫۴٪ | سازمان سرمایه‌گذاری قطر ۱۵٫۴٪ | سازمان سرمایه‌گذاری قطر ۱۵٫۴٪ | سازمان سرمایه‌گذاری قطر ۱۵٫۴٪ | سازمان سرمایه‌گذاری قطر ۱۵٫۴٪ |                             |                             | سهام شناور ۱۲٫۳۰٪           | سهام شناور ۱۲٫۳۰٪           | سهام شناور ۱۲٫۳۰٪    | سهام شناور ۱۲٫۳۰٪    | سهام شناور ۱۲٫۳۰٪    | سهام شناور ۱۲٫۳۰٪    |  |  |         |         |         |         |         |         |  |  |     |     |     |     |     |     |  |  |  |  |  |  |  |  |  |  |  |  |  |  |  |  |  |  |  |  |
|  |  |      |      |      |      |      |      |  |  |                 |                 |                 |                 |                      |                      |                      |                      |                      |                      |                    |                    |                    |                    |            |            |                  |                  |                  |                  |                  |                  |        |        |                              |                              |                              |                              |                              |                              |                             |                             |                             |                             |                      |                      |                      |                      |  |  |         |         |         |         |         |         |  |  |     |     |     |     |     |     |  |  |  |  |  |  |  |  |  |  |  |  |  |  |  |  |  |  |  |  |
|  |  |      |      |      |      |      |      |  |  |                 |                 |                 |                 |                      |                      |                      |                      |                      |                      |                    |                    |                    |                    |            |            |                  |                  |                  |                  |                  |                  |        |        |                              |                              |                              |                              |                              |                              |                             |                             |                             |                             |                      |                      |                      |                      |  |  |         |         |         |         |         |         |  |  |     |     |     |     |     |     |  |  |  |  |  |  |  |  |  |  |  |  |  |  |  |  |  |  |  |  |
|  |  |      |      |      |      |      |      |  |  |                 |                 |                 |                 | خدمات مالی فولکس‌واگن | خدمات مالی فولکس‌واگن | خدمات مالی فولکس‌واگن | خدمات مالی فولکس‌واگن | خدمات مالی فولکس‌واگن | خدمات مالی فولکس‌واگن |                    |                    |                    |                    |            |            |                  |                  |                  |                  |                  |                  |        |        |                              |                              |                              |                              | فولکس‌واگن                    | فولکس‌واگن                    | فولکس‌واگن                   | فولکس‌واگن                   | فولکس‌واگن                   | فولکس‌واگن                   |                      |                      |                      |                      |  |  |         |         |         |         |         |         |  |  |     |     |     |     |     |     |  |  |  |  |  |  |  |  |  |  |  |  |  |  |  |  |  |  |  |  |
|  |  |      |      |      |      |      |      |  |  |                 |                 |                 |                 | خدمات مالی فولکس‌واگن | خدمات مالی فولکس‌واگن | خدمات مالی فولکس‌واگن | خدمات مالی فولکس‌واگن | خدمات مالی فولکس‌واگن | خدمات مالی فولکس‌واگن |                    |                    |                    |                    |            |            |                  |                  |                  |                  |                  |                  |        |        |                              |                              |                              |                              | فولکس‌واگن                    | فولکس‌واگن                    | فولکس‌واگن                   | فولکس‌واگن                   | فولکس‌واگن                   | فولکس‌واگن                   |                      |                      |                      |                      |  |  |         |         |         |         |         |         |  |  |     |     |     |     |     |     |  |  |  |  |  |  |  |  |  |  |  |  |  |  |  |  |  |  |  |  |
|  |  |      |      |      |      |      |      |  |  |                 |                 |                 |                 |                      |                      |                      |                      |                      |                      |                    |                    |                    |                    |            |            | گروه فولکس‌واگن   |                  |                  |                  |                  |                  |        |        |                              |                              |                              |                              |                              |                              |                             |                             |                             |                             |                      |                      |                      |                      |  |  |         |         |         |         |         |         |  |  |     |     |     |     |     |     |  |  |  |  |  |  |  |  |  |  |  |  |  |  |  |  |  |  |  |  |
|  |  |      |      |      |      |      |      |  |  |                 |                 |                 |                 |                      |                      |                      |                      |                      |                      |                    |                    |                    |                    |            |            |                  |                  |                  |                  |                  |                  |        |        |                              |                              |                              |                              |                              |                              |                             |                             |                             |                             |                      |                      |                      |                      |  |  |         |         |         |         |         |         |  |  |     |     |     |     |     |     |  |  |  |  |  |  |  |  |  |  |  |  |  |  |  |  |  |  |  |  |
|  |  |      |      |      |      |      |      |  |  |                 |                 |                 |                 | پورشه هولدینگ        | پورشه هولدینگ        | پورشه هولدینگ        | پورشه هولدینگ        | پورشه هولدینگ        | پورشه هولدینگ        |                    |                    |                    |                    |            |            |                  |                  |                  |                  |                  |                  |        |        |                              |                              |                              |                              | وسایل نقلیه تجاری فولکس‌واگن  | وسایل نقلیه تجاری فولکس‌واگن  | وسایل نقلیه تجاری فولکس‌واگن | وسایل نقلیه تجاری فولکس‌واگن | وسایل نقلیه تجاری فولکس‌واگن | وسایل نقلیه تجاری فولکس‌واگن |                      |                      |                      |                      |  |  |         |         |         |         |         |         |  |  |     |     |     |     |     |     |  |  |  |  |  |  |  |  |  |  |  |  |  |  |  |  |  |  |  |  |
|  |  |      |      |      |      |      |      |  |  |                 |                 |                 |                 | پورشه هولدینگ        | پورشه هولدینگ        | پورشه هولدینگ        | پورشه هولدینگ        | پورشه هولدینگ        | پورشه هولدینگ        |                    |                    |                    |                    |            |            |                  |                  |                  |                  |                  |                  |        |        |                              |                              |                              |                              | وسایل نقلیه تجاری فولکس‌واگن  | وسایل نقلیه تجاری فولکس‌واگن  | وسایل نقلیه تجاری فولکس‌واگن | وسایل نقلیه تجاری فولکس‌واگن | وسایل نقلیه تجاری فولکس‌واگن | وسایل نقلیه تجاری فولکس‌واگن |                      |                      |                      |                      |  |  |         |         |         |         |         |         |  |  |     |     |     |     |     |     |  |  |  |  |  |  |  |  |  |  |  |  |  |  |  |  |  |  |  |  |
|  |  |      |      |      |      |      |      |  |  |                 |                 |                 |                 |                      |                      |                      |                      |                      |                      |                    |                    |                    |                    |            |            |                  |                  |                  |                  |                  |                  |        |        |                              |                              |                              |                              |                              |                              |                             |                             |                             |                             |                      |                      |                      |                      |  |  |         |         |         |         |         |         |  |  |     |     |     |     |     |     |  |  |  |  |  |  |  |  |  |  |  |  |  |  |  |  |  |  |  |  |
|  |  |      |      |      |      |      |      |  |  |                 |                 |                 |                 |                      |                      |                      |                      |                      |                      |                    |                    |                    |                    |            |            |                  |                  |                  |                  |                  |                  |        |        |                              |                              |                              |                              |                              |                              |                             |                             |                             |                             |                      |                      |                      |                      |  |  |         |         |         |         |         |         |  |  |     |     |     |     |     |     |  |  |  |  |  |  |  |  |  |  |  |  |  |  |  |  |  |  |  |  |
|  |  | سیات | سیات | سیات | سیات | سیات | سیات |  |  | اشکودا          | اشکودا          | اشکودا          | اشکودا          | اشکودا               | اشکودا               |                      |                      | بنتلی                | بنتلی                | بنتلی              | بنتلی              | بنتلی              | بنتلی              |            |            | آئودی            | آئودی            | آئودی            | آئودی            | آئودی            | آئودی            |        |        | بوگاتی                       | بوگاتی                       | بوگاتی                       | بوگاتی                       | بوگاتی                       | بوگاتی                       |                             |                             | پورشه پی‌ال‌سی هولدینگ        | پورشه پی‌ال‌سی هولدینگ        | پورشه پی‌ال‌سی هولدینگ | پورشه پی‌ال‌سی هولدینگ | پورشه پی‌ال‌سی هولدینگ | پورشه پی‌ال‌سی هولدینگ |  |  | اسکانیا | اسکانیا | اسکانیا | اسکانیا | اسکانیا | اسکانیا |  |  | مان | مان | مان | مان | مان | مان |  |  |  |  |  |  |  |  |  |  |  |  |  |  |  |  |  |  |  |  |
|  |  | سیات | سیات | سیات | سیات | سیات | سیات |  |  | اشکودا          | اشکودا          | اشکودا          | اشکودا          | اشکودا               | اشکودا               |                      |                      | بنتلی                | بنتلی                | بنتلی              | بنتلی              | بنتلی              | بنتلی              |            |            | آئودی            | آئودی            | آئودی            | آئودی            | آئودی            | آئودی            |        |        | بوگاتی                       | بوگاتی                       | بوگاتی                       | بوگاتی                       | بوگاتی                       | بوگاتی                       |                             |                             | پورشه پی‌ال‌سی هولدینگ        | پورشه پی‌ال‌سی هولدینگ        | پورشه پی‌ال‌سی هولدینگ | پورشه پی‌ال‌سی هولدینگ | پورشه پی‌ال‌سی هولدینگ | پورشه پی‌ال‌سی هولدینگ |  |  | اسکانیا | اسکانیا | اسکانیا | اسکانیا | اسکانیا | اسکانیا |  |  | مان | مان | مان | مان | مان | مان |  |  |  |  |  |  |  |  |  |  |  |  |  |  |  |  |  |  |  |  |
|  |  |      |      |      |      |      |      |  |  |                 |                 |                 |                 |                      |                      |                      |                      |                      |                      |                    |                    |                    |                    |            |            |                  |                  |                  |                  |                  |                  |        |        |                              |                              |                              |                              |                              |                              |                             |                             |                             |                             |                      |                      |                      |                      |  |  |         |         |         |         |         |         |  |  |     |     |     |     |     |     |  |  |  |  |  |  |  |  |  |  |  |  |  |  |  |  |  |  |  |  |
|  |  |      |      |      |      |      |      |  |  |                 |                 |                 |                 |                      |                      |                      |                      |                      |                      |                    |                    |                    |                    |            |            |                  |                  |                  |                  |                  |                  |        |        |                              |                              |                              |                              |                              |                              |                             |                             |                             |                             |                      |                      |                      |                      |  |  |         |         |         |         |         |         |  |  |     |     |     |     |     |     |  |  |  |  |  |  |  |  |  |  |  |  |  |  |  |  |  |  |  |  |
|  |  |      |      |      |      |      |      |  |  |                 |                 |                 |                 |                      |                      |                      |                      |                      |                      |                    |                    |                    |                    |            |            |                  |                  |                  |                  |                  |                  |        |        |                              |                              |                              |                              |                              |                              |                             |                             |                             |                             |                      |                      |                      |                      |  |  |         |         |         |         |         |         |  |  |     |     |     |     |     |     |  |  |  |  |  |  |  |  |  |  |  |  |  |  |  |  |  |  |  |  |
|  |  |      |      |      |      |      |      |  |  |                 |                 |                 |                 |                      |                      |                      |                      |                      |                      |                    |                    | لامبورگینی         | لامبورگینی         | لامبورگینی | لامبورگینی | لامبورگینی       | لامبورگینی       |                  |                  | دوکاتی           | دوکاتی           | دوکاتی | دوکاتی | دوکاتی                       | دوکاتی                       |                              |                              |                              |                              |                             |                             | پورشه                       | پورشه                       | پورشه                | پورشه                | پورشه                | پورشه                |  |  |         |         |         |         |         |         |  |  |     |     |     |     |     |     |  |  |  |  |  |  |  |  |  |  |  |  |  |  |  |  |  |  |  |  |
|  |  |      |      |      |      |      |      |  |  |                 |                 |                 |                 |                      |                      |                      |                      |                      |                      |                    |                    | لامبورگینی         | لامبورگینی         | لامبورگینی | لامبورگینی | لامبورگینی       | لامبورگینی       |                  |                  | دوکاتی           | دوکاتی           | دوکاتی | دوکاتی | دوکاتی                       | دوکاتی                       |                              |                              |                              |                              |                             |                             | پورشه                       | پورشه                       | پورشه                | پورشه                | پورشه                | پورشه                |  |  |         |         |         |         |         |         |  |  |     |     |     |     |     |     |  |  |  |  |  |  |  |  |  |  |  |  |  |  |  |  |  |  |  |  |
|  |  |      |      |      |      |      |      |  |  |                 |                 |                 |                 |                      |                      |                      |                      |                      |                      |                    |                    | ایتال‌دیزاین        |                    |            |            |                  |                  |                  |                  |                  |                  |        |        |                              |                              |                              |                              |                              |                              |                             |                             |                             |                             |                      |                      |                      |                      |  |  |         |         |         |         |         |         |  |  |     |     |     |     |     |     |  |  |  |  |  |  |  |  |  |  |  |  |  |  |  |  |  |  |  |  |

- فولکس‌واگن
- آئودی
- بنتلی
- لامبورگینی
- پورشه
- سیات
- بوگاتی اتومبیلز
- ام آ ان
- اسکانیا
- اشکودا
- دوکاتی
- ایتال‌دیزاین

## بورس اوراق بهادار

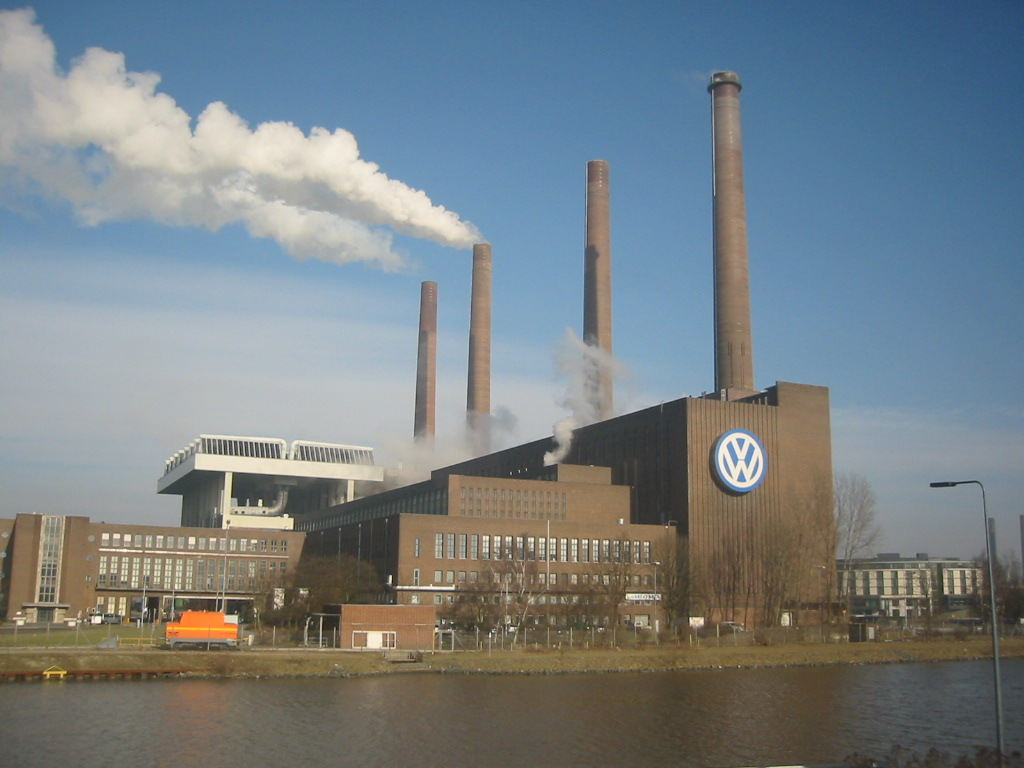
کارخانه فولکس واگن، در وولفسبورگ

سهام مرتبط با بخش عمومی شرکت فولکس‌واگن آگ، در چندین بازار بورس معتبر جهان، دادوستد می‌شود. این شرکت در فهرست اولیه بازار بورس فرانکفورت قرار دارد. این شرکت در ماه آوریل سال ۱۹۶۱ برای نخستین بار در این فهرست جای‌گرفت.
گروه فولکس‌واگن در سال ۱۹۶۲ وارد بازار بورس آلمان؛ دویچه بورزه شد. این شرکت همچنین در سال ۱۹۶۷ در فهرست ثانویه بازارهای بورس باسل، بورس سیکس سوئیس، بورس ژنو، ذکر گردید. در ۱۹۷۹ وارد بازار بورس لوکزامبورگ و در ابتدای سال ۱۹۸۸ مبادله سهام آن در بازار بورس لندن آغاز گردید. در پایان سال ۱۹۸۸ نیز به جمع شرکت‌های فهرست شده در بازار بورس نیویورک پیوست.

## شرکت‌های تابعه

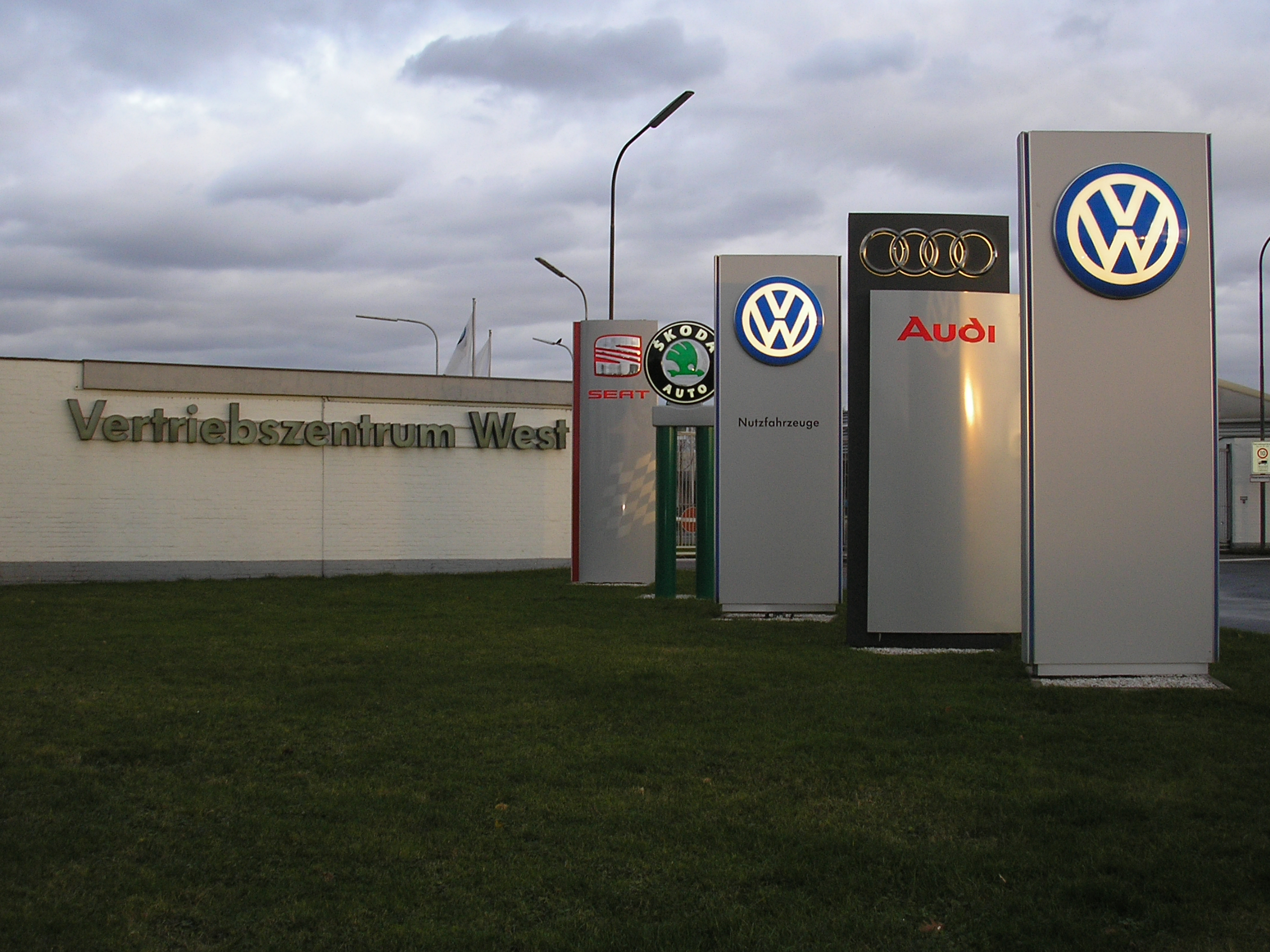
مرکز توزیع خودرو گروه فولکس واگن در آلمان

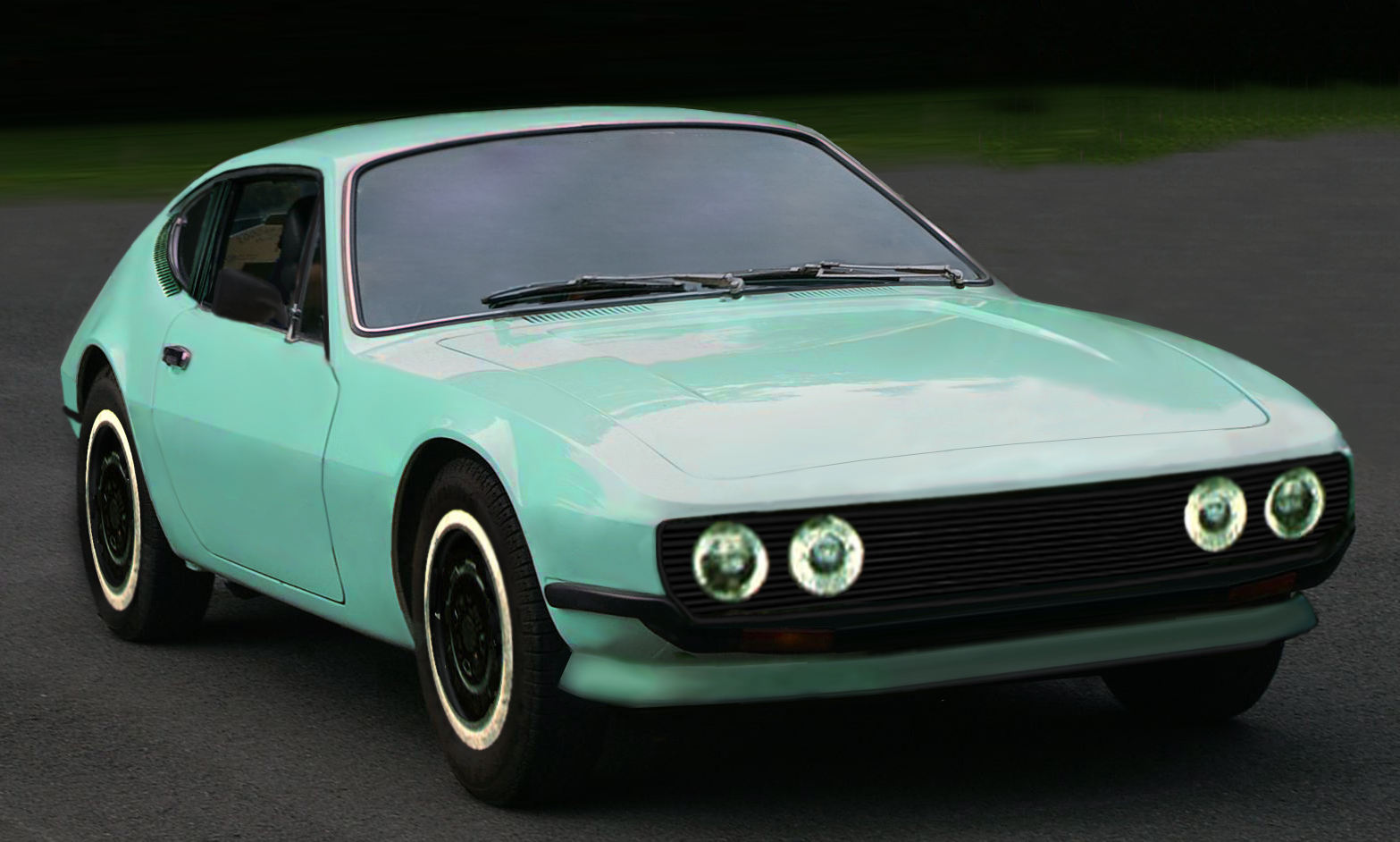
فولکس‌واگن اس‌پی۲

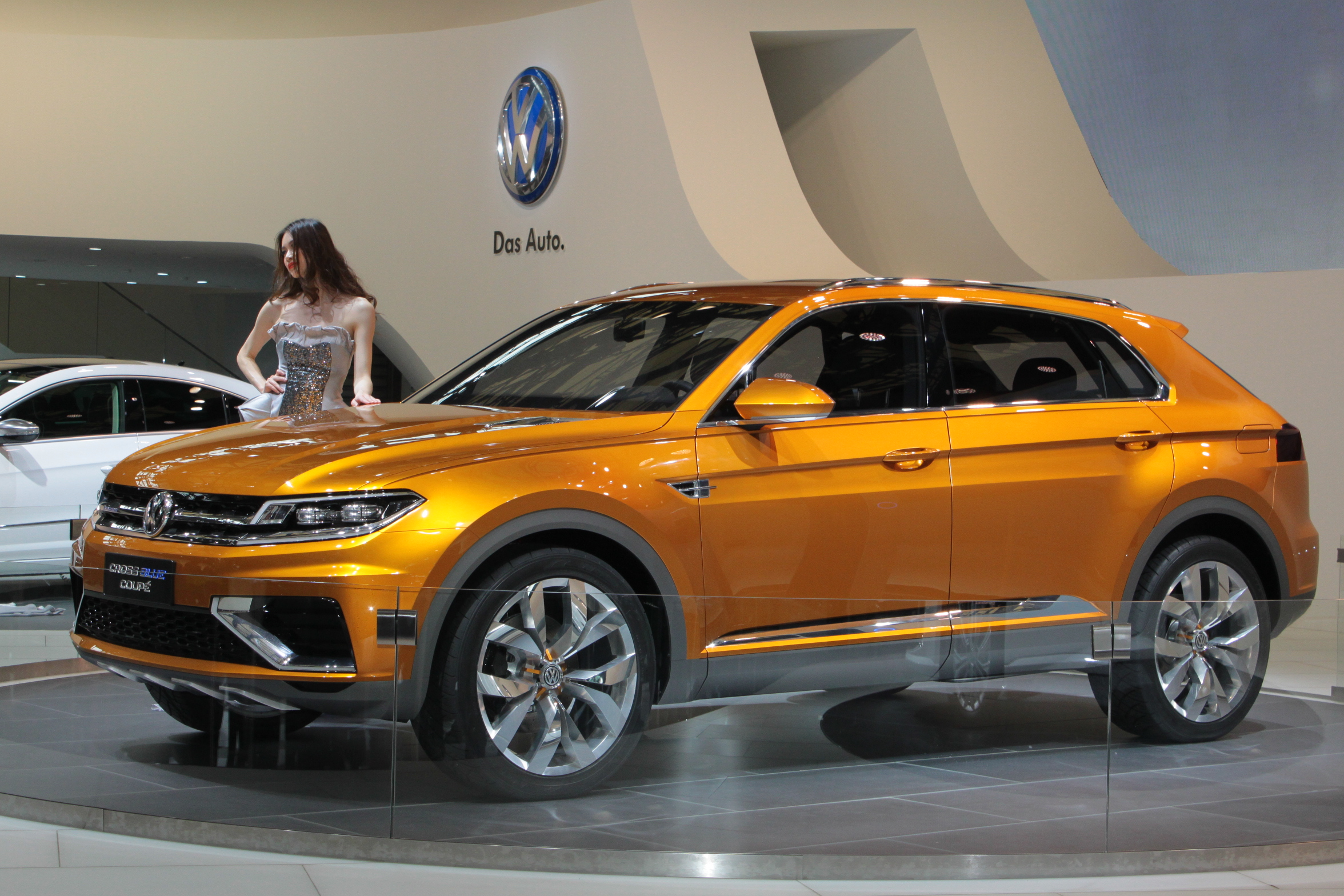
فولکس‌واگن کراس‌بلو کوپه در نمایشگاه خودروی شانگهای

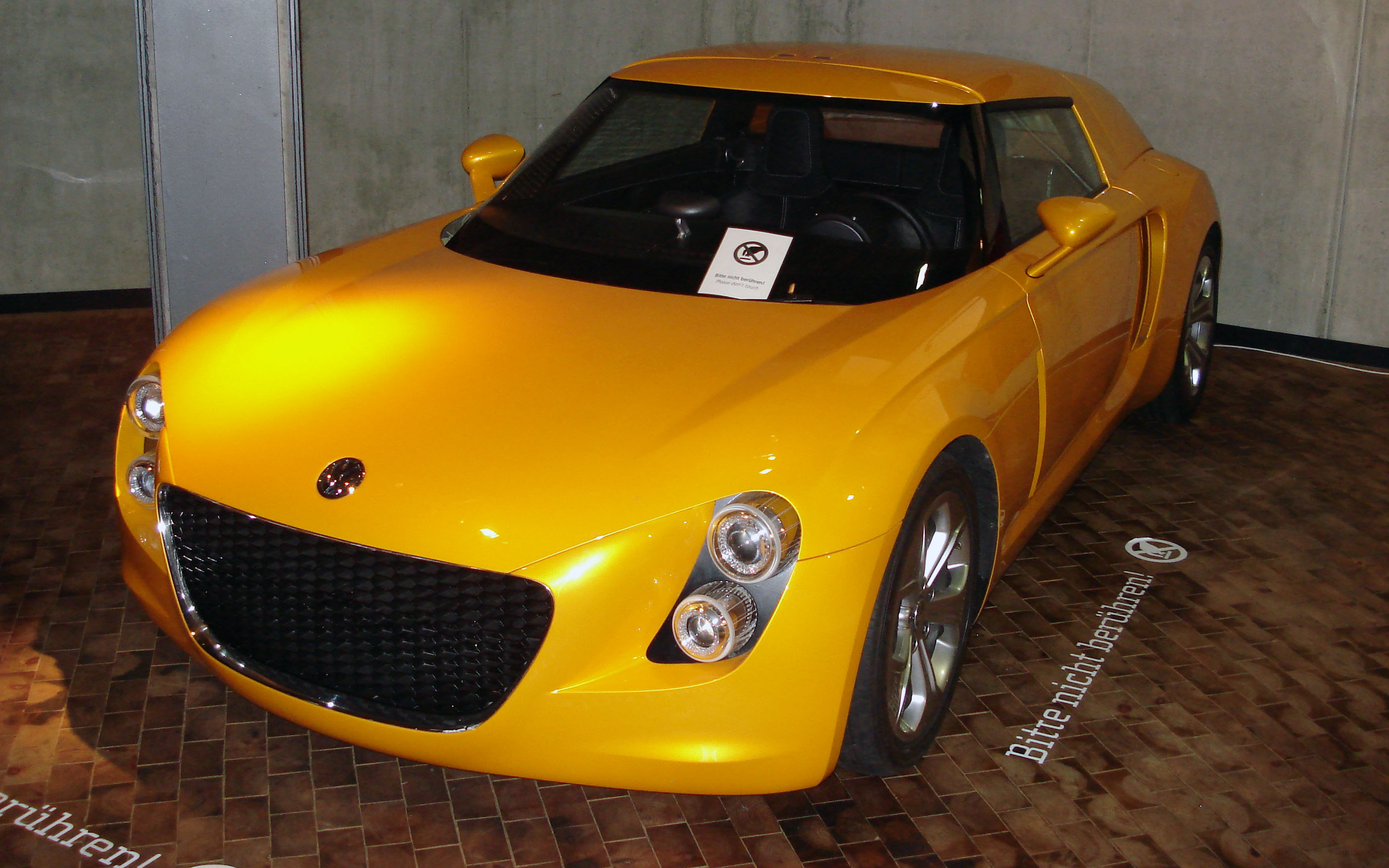
فولکس‌واگن اکو ریسر در موزه فناوری برلین

### آئودی
آئودی، شرکت خودروسازی آلمانی و تولیدکنندهٔ خودروهای لوکس است، که مدل‌هایش را در ۹ کارخانه، که در ۸ کشور اروپایی مستقر می‌باشند، تولید می‌نماید.
شرکت آئودی در تاریخ ۱۶ ژوئیه ۱۹۰۹ توسط آگوست هورش و در شهر تسویکاو، آلمان تأسیس شد. این شرکت از سال ۱۹۶۴ یکی از زیرمجموعه‌های گروه فولکس‌واگن به‌شمار می‌آید.
آئودی همراه با مرسدس بنز و ب ام و سه خودروساز مشهور و لوکس آلمانی هستند و به‌عنوان پرفروش‌ترین خودروسازان لوکس جهان، شناخته می‌شوند. این شرکت هم‌اکنون بزرگ‌ترین شرکت زیرمجموعه گروه فولکس‌واگن محسوب می‌شود.

### فولکس‌واگن
فولکس‌واگن، شرکت خودروسازی آلمانی است، که مهم‌ترین برند متعلق به گروه فولکس‌واگن می‌باشد. این کارخانه در سال ۱۹۳۰ به درخواست رهبر آلمان نازی، آدولف هیتلر بنا شده است. او از فردیناند پورشه تقاضا کرد، خودرویی بسازد که عموم مردم قدرت خرید آن را داشته باشند، لذا این شرکت فولکس‌واگن نامیده شد، که در زبان آلمانی به معنای خودروی مردم می‌باشد.
سه خودرو از ۱۰ خودروی پرفروش همه ادوار، به شرکت فولکس‌واگن تعلق دارد، که عبارتند از: فولکس‌واگن پاسات، فولکس‌واگن گلف و فولکس قورباغه‌ای. این شرکت همچنین در میان همه شرکت‌های خودروسازی، بیشترین سرمایه‌گذاری را در بخش تحقیق و توسعه هزینه می‌نماید.

### بنتلی
بنتلی، شرکت خودروسازی انگلیسی است که تولیدکننده خودروهای لوکس گروه فولکس‌واگن می‌باشد.
شرکت بنتلی در تاریخ ۱۸ ژانویه ۱۹۱۹ توسط والتر اوون بنتلی تأسیس شد. در سال ۱۹۳۱ شرکت رولز-رویس لیمیتد این شرکت را خریداری کرد، سپس خودروهای تولید شده توسط این شرکت، با نام تجاری رولزرویس-بنتلی به بازار عرضه گردید، تا اینکه در سال ۱۹۹۸ توسط گروه فولکس‌واگن خریداری شد.
اکنون کارخانه تولیدی اصلی شرکت بنتلی موتورز، در شهر کرو، انگلستان مستقر می‌باشد. در ماه نوامبر سال ۲۰۱۲ بزرگ‌ترین بازار فروش خودروهای بنتلی در جمهوری خلق چین اعلام شده است.

### لامبورگینی
لامبورگینی شرکت ایتالیایی سازنده خودروهای سوپر اسپورت می‌باشد. دفتر مرکزی و کارخانه اصلی تولیدی این شرکت در شهر کوچکی بنام سن آگاتا بولونیز، در نزدیکی بولونیا، ایتالیا قرار دارد.
صنعتگر ایتالیایی؛ فروچیو لامبورگینی در سال ۱۹۶۳ شرکت لامبورگینی را برای رقابت با شرکت خودروسازی فراری بنیان نهاد. نخستین نمونه خودروهای اسپورت آن، بنام لامبورگینی میورا را در سال ۱۹۶۶ روانه بازار کرد.
با آغاز بحران نفتی سال ۱۹۷۳ لامبورگینی نیز همچون دیگر خودروسازان دچار بحران شد و در پی مواجه شدن با ورشکستگی، دست به دست شد…!
نخست در سال ۱۹۷۸ به کرایسلر فروخته شد. در ۱۹۸۷ شرکت مالزیایی مای‌کام ستکو لامبورگینی را خرید و در نهایت در سال ۱۹۹۸ این خودروساز ایتالیایی، توسط آئودی با مبلغ ۱۱۰ میلیون دلار تصاحب گردید و به دلیل مالکیت گروه فولکس واگن، بر آئودی، امروزه لامبورگینی از شرکت‌های تابعه گروه فولکس واگن، به‌شمار می‌آید.

### پورشه
پورشه، یکی از شرکت‌های بزرگ تولید خودروهای اسپورت می‌باشد که در سال ۱۹۳۱ توسط فردیناند پورشه و پسرش فری پورشه که طراحان حرفه‌ای خودرو اهل اتریش بودند، در شهر اشتوتگارت، آلمان تأسیس شد. شرکت پورشه از همان ابتدا نیز به تولید خودروهای اسپورت مشغول بوده است.

### سیات
سیات، شرکت خودروسازی اسپانیایی است، که در سال ۱۹۵۰ توسط انستیتوی ملی صنعت اسپانیا و با کمک آغازین شرکت فیات بنیان نهاده شد.
شرکت سیات در پی جداشدن از فیات، عضو گروهی تحت عنوان آئودی گروپ گردید، که از شرکت‌های آئودی، لامبورگینی و سیات تشکیل شده بود و پس از خریداری این گروه توسط گروه فولکس‌واگن، سپس منحل شدن آئودی گروپ، سیات، به‌طور کامل تحت مالکیت گروه فولکس‌واگن قرار گرفت.

### ام آ ان
ام آ ان یا مان، شرکت مهندسی و خودروسازی آلمانی است که کارخانه اصلی آن در شهر مونیخ قرار دارد. مان یکی از پیشتازان تولید خودروهای سنگین و مهندسی تجهیزات و خودروهای تجاری در جهان است. این شرکت در زمینه ساخت و تولید کامیون، اتوبوس، موتورهای دیزل، ماشین‌آلات توربینی و خدمات صنعتی فعالیت می‌کند. در سال ۲۰۰۸، دویست و پنجاهمین سالگرد تأسیس این شرکت جشن گرفته شد. شرکت مان هم‌اکنون از زیرمجموعه‌های گروه فولکس واگن محسوب می‌شود.

### اسکانیا
اسکانیا، شرکت سوئدی تولیدکننده کامیون‌های سنگین، اتوبوس و موتورهای دیزلی است، که کارخانه مرکزی آن در شهر سودتلیا در حومه استکهلم قرار دارد.
این شرکت در سال ۱۹۰۰ میلادی در شهر مالمو سوئد تأسیس شد و اکنون یک شرکت تابعه از گروه فولکس‌واگن، که بزرگ‌ترین سهام‌دار آن است، به‌شمار می‌رود.

### اشکودا
اشکودا، شرکت خودروسازی مستقر در جمهوری چک است، که در سال ۱۸۹۵ توسط واکلاو لورین و واکلاو کلمنت تأسیس شد. اشکودا از سال ۱۹۹۱ به عنوان یکی از زیرشاخه‌های اروپایی گروه فولکس‌واگن فعالیت می‌کند. در سال ۲۰۱۲ مجموع تولید و فروش بین‌المللی شرکت اشکودا به ۹۳۹٫۲۰۰ دستگاه رسید.

### دوکاتی
دوکاتی، شرکت موتورسیکلتسازی ایتالیایی است. موتورسیکلت‌های این شرکت به داشتن طرح بدنه زیبا و نیز کیفیت فنی مناسب مشهورند. این شرکت را، برادران دوکاتی در سال ۱۹۲۶ پایه‌گذاشتند. مالکیت دوکاتی از آن زمان تاکنون چندین بار تغییر کرده است. هم‌اکنون کارخانه تولیدی این شرکت در شهر بولونیا، ایتالیا قرار دارد.
موتورسیکلت‌های این شرکت، در چند دسته اصلی تولید می‌شوند. دوکاتی در مسابقات قهرمانی موتوجی‌پی و سوپربایک، شرکت می‌کند و بارها برنده جایزه اول شده است. شرکت خودروسازی آئودی، از طریق زیرمجموعه خود؛ لامبورگینی مالک برند دوکاتی محسوب می‌شود و با توجه به اینکه آئودی خود یکی از شرکت‌های تابعه گروه فولکس‌واگن می‌باشد، لذا دوکاتی نیز یکی از شرکت‌های فرعی گروه فولکس واگن به‌شمار می‌آید.

### ایتال‌دیزاین
ایتال‌دیزاین، شرکت مهندسی و طراحی ایتالیایی است، که در سال ۱۹۶۸ توسط جورجتو جیوجیارو و آلدو مانتووانی تأسیس شد.
شرکت ایتال‌دیزاین به‌دلیل طراحی خودروهایش در صنعت خودروسازی بسیار مشهور است، همچنین خدماتی چون مدیریت پروژه، طراحی صنعتی، بسته‌بندی، خدمات مهندسی، مدل‌سازی، کنترل کیفیت و تستینگ را به کارخانجات خودروسازی سراسر جهان، ارائه می‌نماید. در ۹ اوت ۲۰۱۰ شرکت خودروسازی لامبورگینی ۹۰٫۱٪ درصد از سهام ایتال‌دیزاین را خریداری نمود و هم‌اکنون مالک اصلی آن محسوب می‌شود.